# Óscar Nova
Óscar Nova (* 1930; † 1985) war ein argentinischer Fußballspieler auf der Position eines Verteidigers.

## Biografische Daten
Nova spielte in den 1950er Jahren beim mexikanischen Club León, mit dem er in der Saison 1955/56 den Meistertitel und den Supercup sowie zwei Jahre später die Copa México gewann.
Im Januar 1958 eröffnete er zusammen mit seinem ebenfalls aus Argentinien stammenden Mannschaftskameraden Marcos Aurelio in León ein Restaurant, das argentinische, mexikanische und italienische Speisen anbietet und heute von den Nachkommen der beiden Gründer betrieben wird.

## Erfolge
- Mexikanischer Meister: 1956
- Mexikanischer Pokalsieger: 1958
- Mexikanischer Supercup: 1956